# Centrale de la N.A.C.
La centrale de la N.A.C. (pour Northern Aluminium Company) est une ancienne centrale hydroélectrique située sur la rivière Saint-Maurice à Shawinigan dans la province de Québec, au Canada.

## Histoire
À l'origine, le projet de construire un complexe hydroélectrique à cet endroit émane de la Shawinigan Water and Power Company (SWP). Cette dernière acquiert en 1897 les droits d'exploitation des Chutes de Shawinigan ainsi que les terrains adjacents. Cependant, le Gouvernement Marchand impose une série de conditions inhérentes au droit d'exploiter les chutes, notamment l'investissement de plusieurs millions de dollars en plus d'un délai de 30 mois pour réaliser l'aménagement hydroélectrique de Shawinigan.
Ces conditions obligent la SWP à faire du démarchage afin d'être en mesure d'obtenir les fonds nécessaires. En août 1899, John E. Aldred, le trésorier de la SWP à cette époque, signe un premier contrat avec la Pittsburg Reduction Company qui utilisait déjà l'énergie hydraulique dans le cadre de sa production d'aluminium à Niagara Falls (New York).
La construction de la centrale de la N.A.C. commence en 1899 par le défrichement anthropique de la colline et le déblaiement de la zone jusqu’à la fin de l’automne. Dès le printemps 1900, la construction de la centrale débute dans le cadre d’un gigantesque chantier qui inclut également l’ancienne aluminerie de Shawinigan et la Centrale de Shawinigan-1.

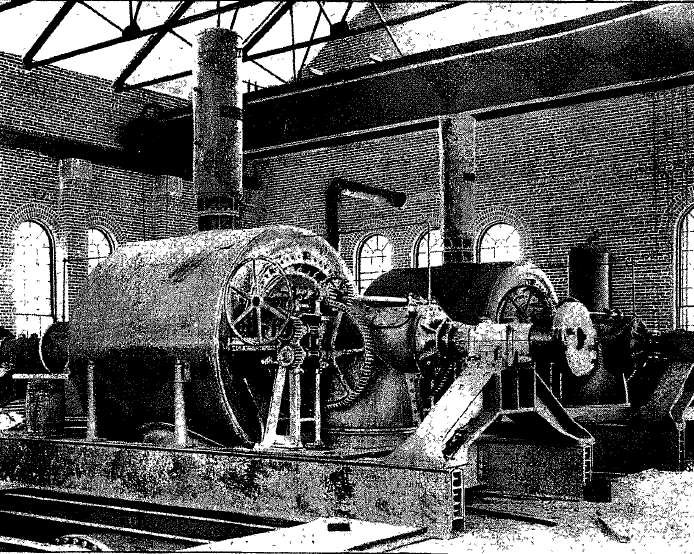
Vue d’une turbine pendant son montage dans la centrale de la N.A.C.

 La centrale de la N.A.C. débute à utiliser la force hydraulique de la rivière le 1er juillet 1901. Toutefois, elle commence à produire et fournir de l’électricité en octobre pour alimenter les premières lignes de cuves de l’aluminerie. Au départ, la centrale se compose de deux turbines Francis doubles à axe horizontal accouplées à des générateurs électriques. Cet équipement produisait 5 000 hp (environ 1,86 MW).
Pour répondre à la consommation électrique croissante de l’aluminerie, l’entreprise ajoute une troisième génératrice en 1903. En 1905, le bâtiment s’agrandit par les deux extrémités en même temps que d’autres travaux de déblaiement pour bâtir, l’année suivante, la Centrale Alcan-16. Enfin, en 1906, la centrale met en fonction deux autres turbines-génératrices.
Tout le long de son activité, la centrale alimentait uniquement les salles de cuves de l’aluminerie. La centrale ferme définitivement en octobre 1945 en même temps que l'arrêt de la production de métal primaire à l'aluminerie,.